# Akuriyo (taal)
Akuriyo, ook wel Akuriyó of Akurio, is een inheems-Surinaamse taal uit de familie van Caribische talen. Het werd tot het eind van de 20e eeuw gesproken door het volk Akuriyo die in die tijd overging op het Trio. Akuriyo heeft geen schrijfsysteem.
De laatste voor wie de taal nog de moedertaal was, is overleden in het eerste decennium van de 21e eeuw. Hierna waren er nog minder dan tien die de taal als tweede taal machtig waren.